# باكاري ندياي
باكاري ندياي (مواليد 26 نوفمبر 1998) هو لاعب كرة قدم موريتاني يلعب في مركز الظهير الأيمن أو قلب الدفاع.